# Semispazio

Semispazio

In geometria, un semispazio è ciascuna delle due parti in cui un piano divide lo spazio euclideo tridimensionale. Più in generale, un semispazio è ciascuna delle due parti in cui un iperpiano divide uno spazio affine. In altri termini, i punti che non giacciono sull'iperpiano sono partizionati in due insiemi convessi (due semispazi), in modo che ogni sottospazio che connette un punto di un insieme con un punto dell'altro deve intersecare l'iperpiano.
Un semispazio può essere aperto oppure chiuso. Un semispazio aperto è ciascuno degli insiemi aperti ottenuti sottraendo l'iperpiano allo spazio affine. Un semispazio chiuso è l'unione di un semispazio aperto e dell'iperpiano che lo definisce.
Se lo spazio è bidimensionale, allora un semispazio si chiama semipiano (aperto o chiuso).  Un semispazio di uno spazio unidimensionale (cioè una retta) è una semiretta.
Si può specificare un semispazio tramite una disuguaglianza lineare, ottenuta dall'equazione lineare che specifica l'iperpiano che lo definisce.
Una disuguaglianza lineare stretta come la seguente:
{\displaystyle a_{1}x_{1}+a_{2}x_{2}+\cdots +a_{n}x_{n}>b}
rappresenta un semispazio aperto, mentre una non stretta
{\displaystyle a_{1}x_{1}+a_{2}x_{2}+\cdots +a_{n}x_{n}\geq b}
rappresenta un semispazio chiuso. In entrambi i casi, si assume che almeno uno dei numeri reali a1, a2, ..., an sia diverso da zero.

## Proprietà
- Un semispazio è un insieme convesso.
- Ogni insieme convesso si può descrivere come intersezione di un certo numero (eventualmente infinito) di semispazi.

## Semispazi superiore e inferiore
Il semispazio superiore aperto (rispettivamente chiuso) è il semispazio di tutti gli {\displaystyle (x_{1},x_{2},...,x_{n})} tali che {\displaystyle x_{n}>0} (risp. {\displaystyle x_{n}\geq 0}). Il semispazio inferiore aperto (rispettivamente chiuso) è definito in modo analogo, imponendo che {\displaystyle x_{n}} sia negativo (rispettivamente non positivo).